# Jan Łuka

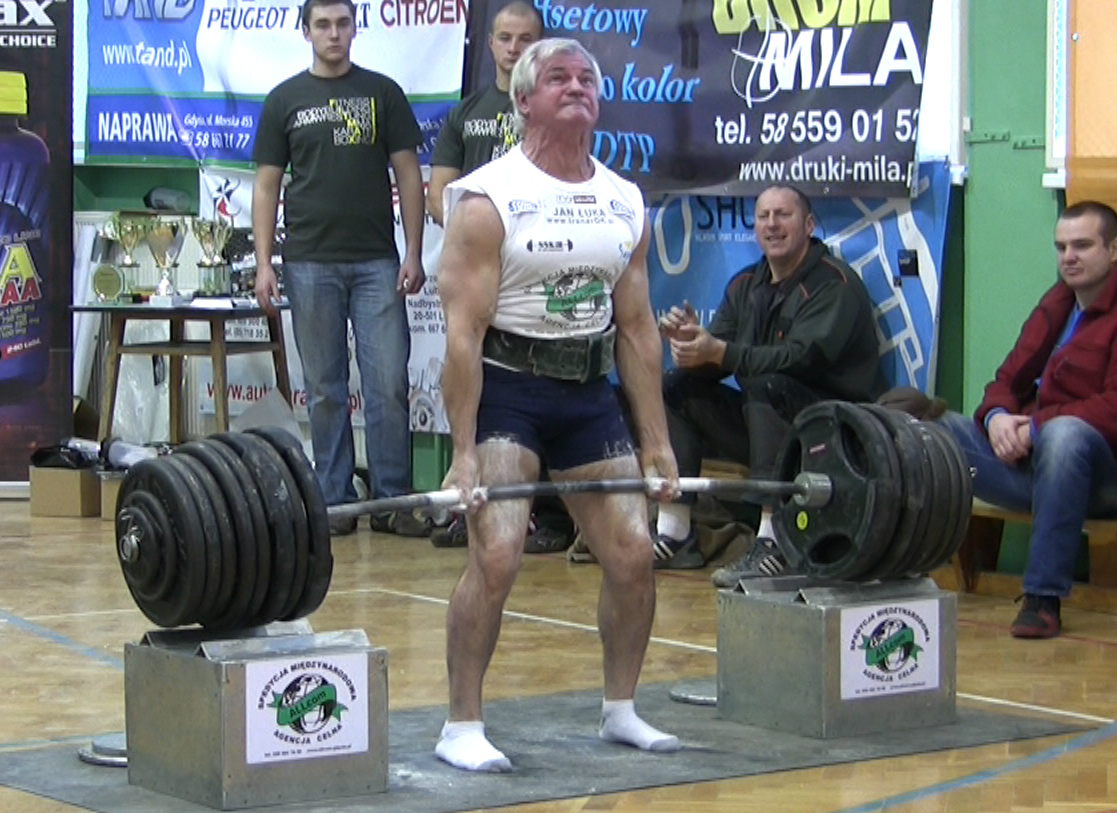
Jan Łuka z ciężarem 405 kg w żelaznym ciągu podczas konkursu Mikołajkowy Strongman w Sopocie 6 grudnia 2011 r.

Jan Łuka (ur. 7 czerwca 1949 w Jasienicy Dolnej) – polski zawodnik trójboju siłowego.

## Życiorys
Urodził się 7 czerwca 1949 w Jasienicy Dolnej, małej wsi koło Nysy. Po dwóch latach cała rodzina wróciła w rodzinne strony, do Rychwałdu koło Żywca. Już od najmłodszych lat fascynowały go historie silnych ludzi. Jego idolem był Louis Cyr, do dzisiaj uważany za jednego z najsilniejszych ludzi w historii.
Jan Łuka jest jednym z najwybitniejszych polskich zawodników trójboju siłowego. Jako jedyny w historii tej dyscypliny zdobył 18 tytułów mistrza Polski z rzędu. Do dzisiaj, mimo ukończenia 70 lat, występuje z pokazami swojej siły i nigdy nie przegrał w żadnej ze swoich 2 koronnych konkurencji w żelaznym ciągu i podciąganiu na drążku z obciążeniem.

## Rekordy życiowe[1]
- Trójbój 800 kg w kat. 90 kg
- Przysiad 300 kg
- Wyciskanie leżąc 222.5 kg
- Wyciskanie w leżeniu sztangą 100 kg 62 powtórzenia w jednej serii
- Martwy ciąg 340 kg
- Żelazny ciąg z podstawek 30 cm - 430 kg
- Uginanie przedramion stojąc 105 kg
- Wyciskanie zza karku 110 kg
- Podciąganie na drążku z obciążeniem 105 kg
- Rekord Guinnessa W żelaznym ciągu 350 kg 15 razy w ciągu 3 minut

## Osiągnięcia sportowe

### Mistrzostwa Polski w Trójboju Siłowym
| Lp | Data       | Miasto           | Kat. wagowa | Miejsce   | Wynik                  |
| -- | ---------- | ---------------- | ----------- | --------- | ---------------------- |
| 1  | 26/11/1978 | Poznań           | 75 kg       | 1 miejsce | 205-130-240=575 kg     |
| 2  | 25/11/1979 | Wałbrzych        | 75 kg       | 1 miejsce | 230-150-260=640 kg     |
| 3  | 06/06/1980 | Jastrzębie Zdrój | 82,5 kg     | 1 miejsce | 230-165-270=665 kg     |
| 4  | 29/11/1981 | Żory             | 82,5 kg     | 1 miejsce | 240-180-290=710 kg     |
| 5  | 12/12/1982 | Żory             | 90 kg       | 1 miejsce | 270-190-300=760 kg     |
| 6  | 04/12/1983 | Poznań           | 90 kg       | 1 miejsce | 290-190-300=780 kg     |
| 7  | 15/04/1984 | Żory             | 90 kg       | 1 miejsce | 290+195+312,5=797,5 kg |
| 8  | 23/11/1985 | Elbląg           | 82,5 kg     | 1 miejsce | 280-170-280=730 kg     |
| 9  | 12/10/1986 | Żory             | 90 kg       | 1 miejsce | 270-185-300=755 kg     |
| 10 | 05/11/1987 | Lublin           | 82,5 kg     | 1 miejsce | 255-170-285=710 kg     |
| 11 | 22/10/1988 | Zakopane         | 82,5 kg     | 1 miejsce | 270-165-280=715 kg     |
| 12 | 25/11/1989 | Pułtusk          | 82,5 kg     | 1 miejsce | 265-165-307,5=737,5 kg |
| 13 | 06/04/1990 | Zakopane         | 82,5 kg     | 1 miejsce | 275-177,5-315=767,5 kg |
| 14 | 24/03/1991 | Zakopane         | 90 kg       | 1 miejsce | 300-177,5-322,5=800 kg |
| 15 | 23/05/1992 | Zakopane         | 82,5 kg     | 1 miejsce | 275-165-290=730 kg     |
| 16 | 28/03/1993 | Sanok            | 82,5 kg     | 1 miejsce | 275-170-295=740 kg     |
| 17 | 27/03/1994 | Legnica          | 82,5 kg     | 1 miejsce | 260-165-280=705 kg     |
| 18 | 26/02/1995 | Rybnik           | 90 kg       | 1 miejsce | 280-170-290=740 kg     |

### Mistrzostwa Europy w Trójboju Siłowym
| Lp | Data       | Miasto/Kraj               | Kat. wagowa | Miejsce   | Wynik                  |
| -- | ---------- | ------------------------- | ----------- | --------- | ---------------------- |
| 1  | 05/05/1990 | Reykjavík – Islandia      | 82,5 kg     | 2 miejsce | 275-167,5-310=752,5 kg |
| 2  | 11/05/1991 | Capelle la Grande-Francja | 90 kg       | 2 miejsce | 290-187,5-310=787,5 kg |
| 3  | 07/06/1992 | Maromme-Francja           | 82,5 kg     | 1 miejsce | 275-167,5-290=732,5 kg |
| 4i | 12/06/1993 | Aiseall Presles-Austria   | 82,5 kg     | 2 miejsce | 270-170-290=730 kg     |
| 5  | 27/11/1994 | Horsham-Anglia            | 90 kg       | 2 miejsce | 270-175-290=735 kg     |

### Mistrzostwa Świata w Trójboju Siłowym
| Lp | Data       | Miasto/Kraj    | Kat. wagowa | Miejsce   | Wynik                  |
| -- | ---------- | -------------- | ----------- | --------- | ---------------------- |
| 1  | 17/11/1990 | Haga-Holandia  | 82,5 kg     | 4 miejsce | 280-180-310=770 kg     |
| 2  | 16/11/1991 | Oaebro-Szwecja | 90 kg       | 4 miejsce | 290-180-300=770 kg     |
| 3  | 27/09/1992 | Derby-Anglia   | 90 kg       | 2 miejsce | 280-177,5-310=767,5 kg |

### Mistrzostwa Świata w Wyciskaniu Leżąc na Ławeczce
| Lp | Data       | Miasto/Kraj       | Gr. wiekowa    | Kat. wagowa | Miejsce   | Wynik    |
| -- | ---------- | ----------------- | -------------- | ----------- | --------- | -------- |
| 1  | 25/09/1993 | Zakopane-Polska   | Weterani I gr  | 82,5 kg     | 1 miejsce | 160 kg   |
| 2  | 26/09/1993 | Zakopane-Polska   | Seniorzy       | 82,5 kg     | 1 miejsce | 170 kg   |
| 3  | 27/10/1994 | Sanok-Polska      | Weterani II gr | 90 kg       | 1 miejsce | 167,5 kg |
| 4  | 28/10/1994 | Sanok-Polska      | Seniorzy       | 90 kg       | 1 miejsce | 185 kg   |
| 5  | 15/12/1996 | Pressbaum-Austria | Seniorzy       | 90 kg       | 1 miejsce | 222,5 kg |